# 40 synów i 30 wnuków jeżdżących na 70 oślętach
40 synów i 30 wnuków jeżdżących na 70 oślętach (także 40i30na70) – polski zespół muzyczny, wpisujący się w nurt muzyki chrześcijańskiej, grający mieszankę rocka, folku i ballady.
Większość tekstów piosenek śpiewanych przez zespół inspirowana jest Pismem Świętym.
Zespół debiutował w 1999 roku, biorąc udział w konkursie podczas festiwalu muzyki religijnej SacroSong'99 we Wrocławiu.

## Obecny skład zespołu
- Artur Bednarski - instrumenty perkusyjne, djembe, bongosy
- Marek Bryłka - gitara basowa
- Łukasz Damurski - djembe, werbel, bombo, sabar, instrumenty perkusyjne
- Marcin Oleksy - śpiew, gitara klasyczna
- Andrzej Ruszczak - śpiew, gitara akustyczna
- Robert Ruszczak - śpiew, akordeon, sopiłki, domra, mandolina

## Współpracownicy
- Jacek Ryszewski - kontrabas, gitara basowa
- Bartosz Bobeł - bęben, pocket clarinet, kena, fletnia pana
- Janusz Wawrzała - bębny
- Bartłomiej Malinowski - instrumenty perkusyjne
- Marek Kozioł - perkusja

## Dyskografia
- 1999 - Dwie drogi (płyta demo)
- 2001 - Gdzie jesteś?
- 2003 - Jest takie miejsce
- 2005 - Nowa rzeczywistość
- 2006 - Koncertowo
- 2009 - Głowa na pół
- 2016 - POZOR